# Fuchiba aquilonia
Fuchiba aquilonia là một loài nhện trong họ Trachelidae.
Loài này thuộc chi Fuchiba. Fuchiba aquilonia được miêu tả năm 2008 bởi Haddad & Lyle.